# Collectief bewustzijn
Het collectieve bewustzijn is volgens de Franse socioloog Durkheim het geheel van opvattingen en sentimenten die gemeenschappelijk zijn voor een gemiddelde burger van dezelfde samenleving. Het was voor hem een belangrijke voorwaarde voor onderlinge solidariteit waarmee sociale cohesie bereikt kon worden. Aanvankelijk zag hij het vooral als onderdeel van wat hij mechanische solidariteit noemde. Dit is van toepassing in een maatschappij met weinig sociale differentiatie waar dezelfde normen en waarden gevolgd worden en sprake is van een sterke sociale pressie tot conformisme.
Het collectieve bewustzijn zou afnemen door het industrialisatieproces waarbij door arbeidsverdeling en specialisatie sprake is van toenemende sociale differentiatie. Door de onderlinge afhankelijkheid en het besef dat de verschillende functies elkaar aanvullen ontstaat een nieuwe solidariteit, een organische solidariteit waarbij de sociale pressie afneemt. De maatschappij wordt nu niet mechanisch, maar organisch bij elkaar gehouden.
Doordat hij echter stelde dat ook organische solidariteit gebaseerd moet zijn op de waarden en normen van het collectieve bewustzijn, vervaagt het onderscheid tussen de verschillende soorten solidariteit.